# Radatice
Radatice est un village de Slovaquie situé dans la région de Prešov.

## Histoire
Première mention écrite du village en 1964.
La commune de Radatice a été formée par la fusion des anciennes communes de Meretice et de Radačov.

## Démographie

### Évolution de la population
| Année:               | 1994. | 2004.   | 2014.   | 2024.   |
| -------------------- | ----- | ------- | ------- | ------- |
| Nombre de personnes: | 785   | 742     | 783     | 784     |
| Différence:          |       | -5,47 % | +5,52 % | +0,12 % |

| Année:               | 2023. | 2024.   |
| -------------------- | ----- | ------- |
| Nombre de personnes: | 781   | 784     |
| Différence:          |       | +0,38 % |